# Włodzimierz Zieliński (major)
Włodzimierz Zieliński (ur. 31 maja 1893 w Lublinie, zm. 23 listopada 1945 w Paryżu) – major piechoty Wojska Polskiego i urzędnik konsularny.

## Życiorys
Włodzimierz Zieliński urodził się w rodzinie Kazimierza i Heleny z Barczewskich. Był bratem Tomasza (najstarszy z rodzeństwa, uczestnik konspiracji antycarskiej, zamordowany przez ochranę), Tadeusza, Stefana (zamordowany w obozie hitlerowskim Auschwitz), Lusi, Zofii Szczeklik, Anny Sokołowskiej primo voto Niedźwieckiej i Wandy Broniewskiej (grób rodzinny Zielińskich - kwatera 1b/25/6 grób 3822 na cmentarzu rzymskokatolickim przy ul. Limanowskiego 72 w Radomiu).
Po ukończeniu Szkoły Handlowej w Radomiu zaliczył 4 semestry Wydziału Chemicznego Politechniki Lwowskiej. Należał do Związku Strzeleckiego od 1911 r. do wybuchu I wojny światowej. 1 sierpnia 1914 roku wraz z młodszym bratem Tadeuszem wstąpił do Legionów Polskich, do kompanii rzeszowskiej. W lutym 1915 roku przeszedł do 1 pułku ułanów Legionów Polskich. Od 5 lutego do 31 marca 1917 roku był słuchaczem kawaleryjskiego kursu oficerskiego przy 1 pułku ułanów w Ostrołęce. Kurs ukończył z wynikiem dobrym. Posiadał wówczas stopień kaprala. 17 lipca 1917 roku, po kryzysie przysięgowym, został internowany w Szczypiornie, a następnie w Łomży. W obozie przebywał do marca 1918 roku. Następnie należał do Polskiej Organizacji Wojskowej. 
W 1918 roku był organizatorem jednej z kompanii 24 pułku piechoty w Radomiu, uczestniczył w wojnie polsko-bolszewickiej aż do zawieszenia broni. Wraz z bratem Tadeuszem zasadzili Drzewo Wolności (rosnące do dziś) przed budynkiem Resursy Obywatelskiej w Radomiu. 
3 maja 1922 roku został zweryfikowany w stopniu kapitana ze starszeństwem z dniem 1 czerwca 1919 roku i 930. lokatą w korpusie oficerów piechoty, a jego oddziałem macierzystym był 21 pułk piechoty w Warszawie. Od 1923 roku pełnił służbę w 78 pułku piechoty w Baranowiczach. 18 lutego 1928 roku został mianowany majorem ze starszeństwem z dniem 1 stycznia 1928 roku i 20. lokatą w korpusie oficerów piechoty. 24 lipca 1928 roku został przeniesiony do Centrum Wyszkolenia Artylerii w Toruniu na stanowisko wykładowcy. Z dniem 15 kwietnia 1931 roku został przeniesiony do dyspozycji dyrektora Państwowego Urzędu Wychowania Fizycznego i Przysposobienia Wojskowego w Warszawie, bez prawa do należności za przesiedlenie. Pozostając w dyspozycji dyrektora PUWFiPW od 1 lipca 1931 roku pełnił obowiązki szefa Instruktoratu Wychowania Fizycznego przy Ambasadzie RP w Paryżu, który funkcjonował na prawach Okręgowego Urzędu Wychowania Fizycznego i Przysposobienia Wojskowego w kraju, a obejmował swoją właściwością Polonię we Francji, a później także w Belgii. Na tym stanowisku położył duże zasługi w ustabilizowaniu sytuacji Związku Strzeleckiego we współpracy z podpułkownikiem Augustem Emilem Fieldorfem, komendantem Związku Strzeleckiego we Francji i porucznikiem Witoldem Kułakowskim, komendantem Strzelca w Belgii. Z dniem 1 października 1933 roku został przydzielony do dyspozycji Ministerstwa Skarbu. Z dniem 1 stycznia 1934 roku przydział został mu przedłużony o kolejne dwa miesiące. W Ministerstwie Skarbu pełnił obowiązki kierownika Biura Personalnego. Z dniem 31 marca 1934 roku został przeniesiony do rezerwy z równoczesnym przeniesieniem w rezerwie do 5 pułku piechoty Legionów w Wilnie. 13 marca 1934 roku został mianowany dyrektorem Biura Personalnego Ministerstwa Skarbu. Na tym stanowisku pozostawał do 30 czerwca 1936 roku. 1 października 1937 roku został mianowany konsulem w Konsulacie Generalnym w Paryżu, konsulem generalnym tamże (1938–1939). W 1940 roku został skierowany do obozu odosobnienia w Cerizay. Następnie powołano go na stanowisko konsula generalnego w Marsylii (1944). 
Zmarł 23 listopada 1945 roku w Paryżu. Został pochowany na polskim cmentarzu w Montmorency.

## Ordery i odznaczenia
- Krzyż Niepodległości (12 maja 1931)[17]
- Krzyż Kawalerski Orderu Odrodzenia Polski (11 listopada 1934)[18]
- Krzyż Walecznych (dwukrotnie, 1922)[19]
- Złoty Krzyż Zasługi (28 czerwca 1939)[20]
- Srebrny Krzyż Zasługi (8 sierpnia 1925)[21]
- Srebrny Medal za Długoletnią Służbę[22]
- Brązowy Medal za Długoletnią Służbę[22]
- Medal 10 Rocznicy Wojny Niepodległościowej (Łotwa, 1929)[23]